# Ричард Эджкамб (ум. 1489)
Сэр Ричард Эджкомб из Котеле (англ. Sir Richard Edgcumbe; ок. 1443 — 8 сентября 1489) — английский дворянин, придворный и член парламента.

## Происхождение
Он был сыном и наследником Пирса Эджкамба из Котеле от его жены Элизабет Холланд, дочери и наследницы Ричарда Холланда. Семья впервые упоминается в источниках в 1292 году, когда Ричард Эджкомб проживал в поместье Эджкомб в приходе Милтон Эббот в Девоне, от которого его семья взяла свою фамилию. Его внук Уильям Эджкомб (умер в 1380 году) женился на наследнице Котеле, в поместье которой он перенес свою резиденцию.

## Карьера
Ричард Эджкамб был членом парламента от Тавистока в Девоне с 1467 по 1468 год. Он был ланкастерцем, и его земли были конфискованы в 1471 году королем-йоркистом Эдуардом IV, хотя они были возвращены ему в следующем году.
Недовольный узурпацией престола герцогом Ричардом Глостерским в 1483 году и слухами об убийстве Эдуарда V и его брата Ричарда в Лондонском Тауэре, Ричард Эджкамб присоединился к восстанию, возглавляемому Генри Стаффордом, 2-м герцогом Бекингемом, чтобы свергнуть йоркского короля Ричарда III и заменить его Генрихом Тюдором, главой Ланкастерской партии. Когда восстание рухнуло и корабли Генри разбежались, был отдан приказ об аресте Ричарда Эджкамба, и для его захвата был послан отряд солдат под командованием известного своей жестокостью сэра Генри Треноута из Бодругана. Ричард смог перехитрить своих преследователей и добрался до Бретани, где присоединился к Генриху Тюдору, с которым вернулся в Англию в 1485 году. Он был посвящен в рыцари позже в том же году после битвы при Босворте, где Генрих Тюдор и ланкастеры одержали победу.
В новое царствование Ричард Эджкамб занимал важные посты: снова был депутатом парламента от Тавистока в 1485 году, тайным советником, контролером королевским двором, шерифом Девона в 1487 году и послом в Шотландии.
Он выполнил ряд важных поручений для нового короля. В 1488 году, после подавления восстания Ламберта Симнела в битве при Стоук-Филде, ему было поручено принять присягу на верность в Ирландии англо-ирландской знати, поддерживавшей претензии Ламберта Симнела на английский трон. Он продемонстрировал свое проницательное политическое суждение, приняв заверения в лояльности, данные Джеральдом Фицджеральдом, 8-м графом Килдэром, самым могущественным из англо-ирландских магнатов, влияние которого сделало его незаменимым союзником короны; в то же время он продемонстрировал свою независимость, отказавшись, вопреки призыву графа Килдэра, помиловать нескольких наиболее известных повстанцев, в частности сэра Джеймса Китинга, приора Килмейнхэма.

## Смерть и погребение
Во время своей последней дипломатической миссии по переговорам о перемирии с Анной, герцогиней Бретонской, он умер в Морле 8 сентября 1489 года и был похоронен там. Его могила была разрушена во время Французской революции.

## Брак и дети
Он женился на Джоан Тремейн, дочь Томаса Тремейн (ум. 1482) из Коллакомба в приходе Ламертон, Девон, его жена Элизабет Кэрью, дочь Томаса Керью (ум. 1471) из Мохунс-Оттери в Девоне, которым он имел одного сына и четырёх дочерей:
- Сэр Пирс Эджкамб (1468/1469 — 1539), сын и наследник, чей сын сэр Ричард Эджкамб (ум. 1562) построил дом Маунт-Эджкамб в Корнуолле и переехал туда из Котеле. Его потомком был Ричард Эджкамб, 1-й барон Эджкамб (1680—1758), вторым сыном которого был Джордж Эджкамб, 1-й граф Маунт-Эджкамб, 3-й барон Эджкамб (1720—1795). Графский титул существует и настоящее время.
- Агнес Эджкамб, которая вышла замуж за Уильяма Треваниона из Кэрхейса в Корнуолле
- Маргарет Эджкамб, которая вышла замуж, во-первых, за сэра Уильяма Сент-Мора, во-вторых, за сэра Уильяма Кортни (ум. 1535) «Великого» из замка Паудерем в Девоне
- Элизабет Эджкамб, которая вышла замуж за Уаймонда Рэли из Девона
- Джоан Эджкамб, которая вышла замуж за Фулька Придо (1472—1531)[10] из Тюборо в приходе Саткомб в Девоне. Геральдическая скамья в конце Саткомбской церкви фиксирует этот брак[11].